# Celle fotovoltaiche multigiunzione
Le celle fotovoltaiche a giunzione multipla sono celle solari con alcune giunzioni p-n (da 2 a 5 circa) realizzate con diversi materiali semiconduttori stratificati. Questa disposizione permette di sfruttare al meglio l'assorbimento delle diverse lunghezze d'onda della luce, parametro che dipende strettamente dall'ampiezza della banda proibita. Si raggiungono così efficienze del 40% e oltre.